# C'est la faute de Freud
Pour plus de détails, voir Fiche technique et Distribution.
C'est la faute de Freud (Tutta colpa di Freud) est un film italien réalisé par Paolo Genovese sorti en 2014. L'équipe de cette comédie sentimentale a été plusieurs fois nommée à divers prix.
Il en existe une version adaptée pour la télévision, qui est un peu plus longue et découpée en deux parties. Le film comporte sa propre chanson originale, également nommée Tutta colpa di Freud.

## Synopsis
Francesco est un psychanalyste dans la cinquantaine séparé de sa femme et qui a trois filles :  Sara, Marta et Emma.
Sara est lesbienne, mais, à la suite de nombreuses déceptions amoureuses, décide de devenir hétérosexuelle. Elle ne sait pas bien comment s'y prendre et demande conseil à son père et ses sœurs. 
Marta gère une librairie, mais s'aperçoit que des partitions d'opéra disparaissent régulièrement. Elle découvre le voleur : il s'agit d'un sourd-muet, employé à vendre des billets à l'opéra, dont elle tombe amoureuse.
Emma n'a que dix-huit ans, mais a une aventure avec Alessandro, un architecte marié dans la cinquantaine. Quand Francesco le découvre, il propose à Alessandro une psychothérapie, prétendument pour arriver à couper les ponts avec sa femme, mais en fait dans le but de le faire renoncer à sa fille.
Tout se complique quand Francesco découvre que la femme qu'il courtise, Claudia, est la femme d'Alessandro…

## Fiche technique
- Titre original : Tutta colpa di Freud
- Titre français : C'est la faute de Freud
- Titre anglais ou international : Blame Freud
- Réalisation : Paolo Genovese
- Scénario : Paolo Genovese, Paola Mammini (it) et Leonardo Pieraccioni
- Musique : Maurizio Filardo (it)
- Direction artistique : Chiara Balducci
- Décors : Chiara Balducci
- Costumes : Grazia Materia
- Photographie : Fabrizio Lucci (it)
- Son : Umberto Montesanti
- Montage : Consuelo Catucci
- Production : Marco Belardi (it)
- Société(s) de production : Lotus Production en collaboration avec Mediaset Premium (it), Medusa Film
- Société(s) de distribution : Medusa Film
- Pays d'origine :  Italie
- Langue originale : italien
- Format : couleur — 2,39:1 — son Dolby numérique
- Genre : comédie
- Durée : 120 minutes
- Dates de sortie :
  - Italie : 23 janvier 2014
  - France : 15 mai 2014 en DVD seulement

## Distribution
- Marco Giallini : Francesco Taramelli
- Anna Foglietta : Sara Taramelli
- Vittoria Puccini : Marta Taramelli
- Laura Adriani (it) : Emma Taramelli
- Alessandro Gassmann : Alessandro
- Vinicio Marchioni (it) : Fabio
- Daniele Liotti (it) : Luca
- Claudia Gerini : Claudia
- Paolo Calabresi : Enrico
- Gianmarco Tognazzi (it) : Andrea
- Giulia Bevilacqua (it) : Barbara
- Edoardo Leo : Roberto
- Dario Bandiera (it) : Ivano
- Maurizio Mattioli : portier du cabinet de Francesco
- Francesco Apolloni (it) : barman
- Alessia Barela : Laura
- Antonio Manzini:  Marco Patassini
- Michela Andreozzi (it) : professeure Macro
- Lucia Ocone (it) : Adele

## Distinctions
- 2014 - David di Donatello
  - nomination pour la meilleure actrice dans un second rôle à Claudia Gerini
  - nomination pour le prix David Giovani (it) à Paolo Genovese
- 2014 - Ruban d'argent
  - nomination pour le ruban d'argent de la meilleure comédie (it) à Paolo Genovese
  - nomination pour le ruban d'argent de la meilleure actrice dans un second rôle à Claudia Gerini
  - nomination pour le ruban d'argent de la meilleure chanson originale (it) (Tutta colpa di Freud) à Daniele Silvestri
  - nomination pour le ruban d'argent du meilleur directeur de casting (it) à Barbara Giordani
- 2014 - Festival du film de Busto Arsizio
  - Prix du meilleur acteur à Marco Giallini
  - Prix de la meilleure actrice à Vittoria Puccini
- 2014 - Ciak d'oro
  - Prix de la meilleure chanson originale (Tutta colpa di Freud) à Daniele Silvestri